# Andrej Sartasov
Andrej Sartasov (Russisch: Андрей Сартасов) (Misjkino, 10 november 1975) is een Russisch-Chileens wielrenner. Sartasov fietst al bijna zijn hele carrière bij ploegen in Zuid-Amerika, waar hij ook al veel koersen heeft gewonnen. In 2006 eindigde hij als derde in het eindklassement van de UCI America Tour. Tot 2011 fietste Sartasov met een Russische licentie, daarna verkreeg hij een Chileens paspoort.
In 2007 werd Sartasov in de derde etappe van de Ronde van Líder betrapt op het gebruik van EPO, waarna hij voor twee jaar werd geschorst.

## Belangrijkste overwinningen
2001
4e etappe Doble Copacabana GP Fides
2002
9e en 11e etappe Ronde van Chili
4e etappe deel B Doble Copacabana GP Fides
2003
6e etappe deel B Doble Copacabana GP Fides
2004
6e etappe deel B Ronde van Chili
7e etappe Ronde van Santa Catarina
2005
1e etappe Ronde van San Juan
2006
6e etappe deel B Doble Copacabana GP Fides
3e en 8e etappe deel A Ronde van Chili
Eindklassement Ronde van Chili
3e deel B (ploegentijdrit), 5e en 8e etappe deel B Ronde van Líder
Eindklassement Ronde van Líder
2007
5e (ploegentijdrit), 7e en 8e etappe Ronde van Peru
2e deel B, 7e deel B en 8e etappe Ronde van Líder
Eindklassement Ronde van Líder

## Resultaten in voornaamste wedstrijden
| Jaar |  | WK op de weg |
| ---- |  | ------------ |
| 2011 |  | opgave       |

## Ploegen
- 2006 –  Selle Italia-Serramenti Diquigiovanni (stagiair vanaf 15-8)
- 2010 –  Scott-Marcondes Cesar-Fadenp São José dos Campos (tot 20-8)
- 2012 –  San Luis Somos Todos
- 2013 –  San Luis Somos Todos
- 2014 –  San Luis Somos Todos
- 2015 –  San Luis Somos Todos
- 2016 –  Sindicato de Empleados Públicos de San Juan

Camargo · Chamorro · Dias · Giacinti · Gohr · Justo · Médici · F.Morandi · M.Morandi · Nazaret · Pagliarini · Rogelin · Ruiz · Santos · Sartasov · Tavares
Badde · Claveles · Díaz · Giacinti · Guevara · J.A.Lucero · Martínez · Messineo · Murgo · Quiroga · Sartasov · Sosa · Velázquez
Badde · Claveles · Díaz · Giacinti · Godoy · Guevara · Juárez · A.Lucero · J.A.Lucero · Martínez · Messineo · Murgo · Quiroga · Sartasov · Sosa · Velázquez
Díaz · Giacinti · Godoy · Guevara · Juárez · J.A.Lucero · A.Lucero · Martínez · Messineo · Moyano · Murgo · Quiroga · Sartasov · Sosa · Velázquez
Giacinti · Godoy · Guevara · Juárez · J.A.Lucero · A.Lucero · Martínez · Messineo · Mini · Moyano · Murgo · Quiroga · Richeze · Sartasov · Sosa